# JVAビーチバレーボールシリーズA
JVAビーチバレーボールシリーズA（ジェイブイエー ビーチバレーボール シリーズエー）は、日本国内のビーチバレーボールにおける競技大会群である。
2014年シーズンから開催され、日本国内の最高峰のツアーとなる。シリーズAは年間8-10大会が予定されており、これまで最高峰の大会とされてきたビーチバレージャパンはシリーズAの一大会となった。
2014年6月に初戦（南あわじ大会）が行われ、男子は西村晃一・土屋宝士、女子は草野歩・藤井桜子ペアが初代王者となった。
2シーズン目となる2015年には男女トップチーム8ペアが参加するファイナルを開催する。
2016年2月、日本バレーボール協会は「JVAビーチバレーボールシリーズA」とJBVツアーを発展統合し、2016年シーズンからジャパンビーチバレーボールツアーの開催を発表した。

## 経緯
2016年のリオデジャネイロオリンピック及び2020年の東京オリンピックを控え、低迷気味の日本ビーチバレーボール界の強化を図るべく、日本バレーボール協会主催・日本ビーチバレーボール連盟共催で開催が決定した。これにより2013年シーズンまでの日本国内大会のシステムがすべて変更される。シリーズA（グレード1）においては、一大会あたり300万円の強化奨励金が支給されることになった。

## 新大会と旧大会の比較
| 新大会名                        | グレード | 試合数 | 旧大会名 |
| ------------------------------- | -------- | ------ | --- |
| JVAビーチバレーボール シリーズA | 1        | 5※     | 新設。ただしビーチバレージャパンはシリーズAの一大会となる。 |
| JVAビーチバレーボール オープン  | 2        |        | JBVツアー。霧島酒造オープンや川崎市長杯、ペボニアカップなど。 |
| JVAビーチバレーボール オープン  | 3        |        | JBVサテライト |
| JVAビーチバレーボール オープン  | 4        |        | 学生の全国大会。全日本ビーチバレーボール大学男女選手権大会・ビーチバレーボールジャパン女子ジュニア選手権大会・全日本ビーチバレーボールジュニア男子選手権大会など |
| 公認大会                        | 5        |        | 上記以外の大会 |

※2014シーズンの場合。

## オフィシャルポイント
JBVランキング算定となるオフィシャルポイントも改定され、FIVBやAVC大会で獲得したポイントも日本国内での獲得ポイントに合算することになった。
- FIVBオープン大会優勝 - 1600ポイント
- AVCオープン大会優勝 - 800ポイント
- 日本国内グレード1優勝 - 800ポイント
- 日本国内グレード2優勝 - 400ポイント
- 日本国内グレード3、グレード4優勝 - 200ポイント

## シリーズAの大会
2014シーズンは下記の大会を開催した（2014年6月現在）。
| 日程                | 大会名                 | 開催地           | 旧大会名                |
| ------------------- | ---------------------- | ---------------- | ----------------------- |
| 2014年6月27日-29日  | 南あわじ大会           | 兵庫県南あわじ市 | BeachVolley in 南あわじ |
| 2014年7月25日-27日  | 大洗大会               | 茨城県大洗町     | ビーチバレーin大洗      |
| 2014年8月1日-3日    | グランフロント大阪大会 | 大阪府大阪市     |                         |
| 2014年8月15日-17日  | 湘南藤沢大会           | 神奈川県藤沢市   | ビーチバレージャパン    |
| 2014年10月17日-19日 | 坂大会                 | 広島県坂町       | BREEZE CUP              |

## 結果
| シーズン | 日程           | 大会名                           | 男子                | 男子                | 女子                      | 女子                  | 備考                        |
| -------- | -------------- | -------------------------------- | ------------------- | ------------------- | ------------------------- | --------------------- | --------------------------- |
| シーズン | 日程           | 大会名                           | 優勝                | 準優勝              | 優勝                      | 準優勝                | 備考                        |
| 2014     | 6月27日-29日   | 南あわじ大会                     | 西村晃一 土屋宝士   | 上場雄也 長谷川徳海 | 草野歩 藤井桜子           | 幅口絵里香 村上めぐみ |                             |
| 2014     | 7月25日-27日   | 大洗大会                         | 上場雄也 長谷川徳海 | -                   | 浦田聖子 コバデール万里子 | -                     | 決勝中止で2チームが同時優勝 |
| 2014     | 7月25日-27日   | 大洗大会                         | 清水啓輔 畑辺純希   | -                   | 小野田恵子 徳丸信代       | -                     | 決勝中止で2チームが同時優勝 |
| 2014     | 8月1日-3日     | グランフロント大阪大会           | 上場雄也 長谷川徳海 | 西村晃一 土屋宝士   | 西堀健実 溝江明香         | 草野歩 藤井桜子       |                             |
| 2014     | 8月15日-17日   | 湘南藤沢大会                     | 高橋巧 村上斉       | 清水啓輔 畑辺純希   | 西堀健実 溝江明香         | 浦田景子 永田唯       |                             |
| 2014     | 10月17日-19日  | 坂大会                           | 上場雄也 長谷川徳海 | 石垣浩太 脇谷正二   | 西堀健実 溝江明香         | 田中姿子 草野歩       |                             |
| 2015     | 6月19日-21日   | 志摩大会                         | 清水啓輔 仲矢靖央   | 上場雄也 西村晃一   | 田中姿子 草野歩           | 石井美樹 村上めぐみ   |                             |
| 2015     | 6月26日-28日   | 南あわじ大会                     | 村上斉 庄司憲右     | 吉田英樹 道木優輝   | 西堀健実 溝江明香         | 鈴木千代 石坪聖野     |                             |
| 2015     | 7月10日-12日   | 行橋大会                         | 村上斉 高橋巧       | 畑信也 長谷川翔     | 長谷川暁子 永田唯         | 浦田景子 浦田聖子     |                             |
| 2015     | 7月31日-8月2日 | 大洗大会                         | 上場雄也 西村晃一   | 清水啓輔 仲矢靖央   | 草野歩 長谷川暁子         | 徳丸信代 宮川杏奈     |                             |
| 2015     | 8月7日-9日     | 若狭おばま大会                   | 庄司憲右 畑辺純希   | 畑信也 長谷川翔     | 長谷川暁子 永田唯         | 幅口絵里香 藤井桜子   |                             |
| 2015     | 10月3日-4日    | ファイナルグランフロント大阪大会 | 畑辺純希 高橋巧     | 清水啓輔 仲矢靖央   | 草野歩 長谷川暁子         | 田中姿子 浦田聖子     |                             |

## 参考
- 2014年の国内ビーチバレーボール大会、ＪＶＡビーチバレーボール・オフィシャルポイント（2014年3月13日～） (PDF)